# Шина транспортного засобу
Ши́на (від нім. Schiene — «рейка», «штаба», «планка», «смуга»: первісно так називалась залізна штаба, яку насаджували на обід дерев'яного колеса) — кільцеподібний компонент, який оточує обід колеса, щоб передавати навантаження транспортного засобу від осі через колесо на землю і забезпечувати зчеплення з поверхнею, по якій рухається колесо. Більшість шин, наприклад, для автомобілів і велосипедів, є пневматично надутими конструкціями, які також забезпечують гнучку подушку, яка поглинає удари, коли шина котиться по нерівних поверхнях. Хороші шини забезпечують таку площу контакту шини з поверхнею, яка дозволяє транспортному засобу бути стійким.
Матеріали сучасних пневматичних шин — це синтетичний каучук, натуральний каучук, тканина і дріт, а також технічний вуглець та інші хімічні сполуки. Вони складаються з протектора і корпусу. Протектор забезпечує зчеплення з дорогою, а корпус утримує певну кількість стисненого повітря. До того, як була розроблена гума, перші версії шин являли собою прості металеві смуги, закріплені на дерев'яних колесах для запобігання зносу. Ранні гумові шини були суцільними (не пневматичними). Пневматичні шини використовуються на багатьох типах транспортних засобів, включаючи автомобілі, велосипеди, мотоцикли, автобуси, вантажівки, важке обладнання та літаки. Металеві шини як і раніше використовуються на локомотивах і залізничних вагонах, а суцільнолиті гумові (або інші полімерні) шини і раніше використовуються в таких пристроях, як деякі поворотні коліщатка, візки, газонокосарки і тачки.